# Гадюка Дініка
Гадюка Дініка (Vipera dinniki) — отруйна змія з роду Гадюк родини Гадюкові.

## Опис
Загальна довжина досягає 55 см. Спостерігається статевий диморфізм — самки більші за самців. Голова широка, зверху пласка або злегка випукла. Добре виражене шийне перехоплення. Край морди закруглений. Міжщелепний щиток вузький, торкається 1—2 апікальної луски. Великі підочні щитки відокремлені від лобного одним або двома рядками дрібних лусок. Ніздря прорізана у центрі носового щитка. Носовий щиток не торкається міжщелепного. Луска тулуба з вираженими реберцями.
Забарвлення з яскраво-жовтими і апельсиновими барвами. Колір шкіри світло-коричневий, сірий, сірувато-сріблястий та сірувато-зелений. Зустрічаються особини, у яких посередині спини проходить рівна широка поздовжня смуга темного кольору. Черево темного забарвлення у світлих цятках, або світлого у темних цятками. Зустрічаються зовсім чорні особини. Новонароджені гадюки мають бурий або сіро-коричневий колір.

## Спосіб життя
Полюбляє субальпійські та альпійські луки, кам'янисті осипи й гірські морени, субальпійські березняки, сосняки, буково-березово-горобинові ліси, зарості рододендронів. зустрічається на висоті до 3000 м над рівнем моря. Харчується ящірками, дрібними гризунами, землерийками, птахами. На зимівлю йде у вересні — напочатку жовтня. Напочатку весни (в залежності від висоти) в середині квітня — середині травня першими з'являються самці, потім виходять із зимівлі самки і до початку — середині червня.
Отруйна змія. Отрута гемолітичного дії (впливає на кров і кровотворні органи). Укуси становлять велику небезпеку для домашніх тварин і людини.
Це живородна змія. Парування відбувається наприкінці квітня — травні. Самка у серпні народжує 3-7 дитинчат довжину тіла 14,6 см й вагою 3,1 г.

## Розповсюдження
Мешкає на півдні Росії, у Грузії, Азербайджані.